# Two Boats
Two Boats is een dorp op het eiland Ascension. Het dorp heeft iets meer dan 100 inwoners is daarmee het op een na grootste van het eiland. Two Boats is de enige van alle dorpen op het eiland met een school.